# Golpe de Estado en Malí de 1991
El golpe de Estado en Malí de 1991, ocurrido el 26 de marzo, resultó en el derrocamiento del presidente Moussa Traoré después de más de dos décadas de dictadura y finalmente condujo a elecciones multipartidistas.

## Antecedentes
En 1968, Traoré había liderado un golpe de Estado militar, derrocando al primer presidente de Malí, Modibo Keïta, y convirtiéndose en el segundo. El 25 de octubre de 1990, la oposición a su gobierno de décadas se fusionó en la Partido Africano para la Solidaridad y la Justicia (ADEMA), una organización paraguas para los grupos de oposición. Los disturbios crecieron a medida que la gente culpaba a la corrupción y la mala gestión del régimen por los problemas económicos que enfrentaban.
ADEMA y otros grupos prodemocráticos exigieron el fin del Estado de partido único. El 22 de marzo, decenas de miles de estudiantes y otras personas marcharon por las calles de Bamako, la capital del país. Los soldados del gobierno dispararon contra los manifestantes pacíficos, matando a 28 y desencadenando días de disturbios. Las fuentes varían en cuanto al número de víctimas: la oposición reclamó 148 muertos y cientos de heridos, mientras que Traoré dijo que hubo 27 muertes. Traoré declaró el estado de emergencia y se reunió con líderes de la oposición. Ofreció concesiones, pero se negó a renunciar como lo exigían. Se convocó una huelga general para el 25 de marzo. Esta vez, los soldados habían tenido suficiente y no hicieron nada para detenerlo.

## Sucesos
El teniente coronel Amadou Toumani Touré lanzó un golpe de Estado que depuso a Traoré. A medida que se difundieron las noticias, las fuentes del hospital informaron al menos otros 59 muertos y 200 heridos, incluidos los asesinatos por venganza. El ministro de Educación, Bakary Traore, y Mamadou Diarra, cuñado del exlíder, fueron quemados hasta la muerte.
El Consejo de Reconciliación Nacional (pronto renombrado Comité de Transición para la Salvación del Pueblo), presidido por Touré, se estableció para dirigir el país temporalmente, hasta que el gobierno civil se restableció en 1992 después de un referéndum constitucional, elecciones presidenciales y parlamentarias.

## Consecuencias
El expresidente Moussa Traoré fue encarcelado en 1992 y condenado a muerte. Sin embargo, el presidente Alpha Oumar Konaré primero conmutó su sentencia por cadena perpetua, luego lo indultó a él y a su esposa en mayo de 2002 cuando el mandato de Konaré llegó a su fin.